# Пинен

Изомеры пинена

Пине́н — бициклический терпен (монотерпен) состава C10H16, Mm = 136,24 дальтон. Известны 3 изомера, отличающихся положением двойной связи. Название пиненов происходит от слова Pinus — сосна (лат.) — это важный компонент смолы хвойных деревьев, скипидара; эфирные масла многих растений содержат пинены. Пинены хорошо распознаются насекомыми и являются важным регулятором их химической коммуникации (см. хеморецепция).
Систематическое название пиненов:
- 2,6,6-триметилбицикло[3.1.1]гепт-2-ен (2-пинен, α-пинен) (формула I)
- 2-метилен-6,6-диметилбицикло[3.1.1]гептан (нопинен, β-пинен) (формула II)
- 2,6,6-триметилбицикло[3.1.1]гепт-3-ен (δ-пинен) (формула III)

## Свойства
Пинены являются бесцветными жидкостями с запахом сосновой хвои, хорошо растворимы в неполярных органических растворителях, нерастворимы в воде. Окисляются на воздухе, превращаясь в вязкое жёлтое масло.
| Соединение  | Тпл, °С | Ткип, °С | Плотность, г/см3 (при 20°С) | Коэффициент преломления n20 D | Удельное вращение [α]20 D, градусов·мл·г−1·дм−1 |
| ----------- | ------- | -------- | --------------------------- | ----------------------------- | ----------------------------------------------- |
| α-пинен     | (−75,5) | 156,2    | 0,8582                      | 1,4658                        | (+52,4)                                         |
| β-пинен     | (−62,2) | 164,0    | 0,8694                      | 1,4762                        | (−24,0)                                         |
| (±)-δ-пинен |         | 157-159  | 0,8636                      | 1,4656                        |                                                 |
| (−)-δ-пинен |         | 156-157  | 0,8590                      | 1,4667                        | (−6,2)                                          |

Пинены весьма реакционноспособны. При мягком нагревании или в присутствии платиновой черни β-пинен легко превращается в α-пинен. При нагревании до 250 °C α- и β-пинен превращаются главным образом в дипентен, при температуре выше 400 °C α-пинен изомеризуется в аллооцимен и дипентен, а β-пинен — в мирцен. При нагревании выше 700 °C пентены превращаются в изопрен и ароматические углеводороды.
Гидрирование пиненов приводит к пинану (2,6,6-триметил[3.3.1]гептану. При мягком гидрировании (платиновая чернь, комнатная температура) образуется в основном цис-пинан, в жёстких — смесь цис- и транс-пинанов.
В присутствии кислотных катализаторов (P2O5, BF3, TiO2) пинены полимеризуются — при действии разбавленных органических и неорганических кислот превращаются в дипентен, терпинолен, терпинены, терпинеол, терпингидрат, в присутствии TiO2 при 150 °C изомеризуется в камфен.
При окислении кислородом воздуха α-пинен превращается в смесь кислородсодержащих соединений, главным образом вербенола и вербенона.
При присоединении хлороводорода к α-пинену образуется неустойчивый 2-хлорпинан, который перегруппировывается в борнилхлорид и фенхилхлорид.

## Биосинтез
α- и β-пинен образуются из геранил пирофосфата, циклизацией линалилфосфата.

## Применение
Пинены — важный компонент для синтеза камфоры и многих других веществ, часто трансформация пиненов производится с помощью окисления с применением селективных катализаторов.
Скипидар, а реже α- и β-пинены применяются как растворители лаков и красок, сырьё для получения соснового масла, политерпеновых смол, терпинеола и душистых веществ. β-Пинен используется для синтеза мирцена.